# Aufs
Aufs (advanced multi-layered unification filesystem) — альтернативная версия UnionFS, вспомогательной файловой системы, выполняющей каскадно-объединённое монтирование для файловых систем Linux. Разработка ведётся Junjiro Okajima с 2006.
Изначально аббревиатура расшифровывалась как AnotherUnionFS
Aufs — полностью переписанный код UnionFS, который нацелен на улучшение стабильности и производительности. Кроме того, в нём представлены некоторые новые понятия, такие как балансирование записываемой ветви и другие улучшения. Некоторые из этих идей были реализованы в UnionFS версии 2.x.
Aufs заменила UnionFS в дистрибутиве Linux Knoppix Live CD начиная с конца 2006 «для лучшей стабильности и производительности». Эта вспомогательная файловая система заменила UnionFS в SLAX (и сценарии Linux-Live, в принципе) начиная с версии 6.
Aufs заменила UnionFS в дистрибутиве Linux Xandros, который используется на ASUS Eee PC 901.
Aufs используется для загрузки live-образов Debian Linux.